# Wahlkreis Altenburg I
Der Wahlkreis Altenburg I war ein Landtagswahlkreis zur Landtagswahl in Thüringen 1990, der ersten Landtagswahl nach der Wiedergründung des Landes Thüringen. Er hatte die Wahlkreisnummer 30.
Der Wahlkreis umfasste Teile des damaligen  Landkreises Altenburg mit folgenden Städten und Gemeinden: Altenburg, Ehrenberg, Ehrenhain, Frohnsdorf, Göpfersdorf, Kosma, Langenleuba-Niederhain, Lehndorf, Mockern, Nobitz, Wilchwitz, Windischleuba, Jückelberg und Ziegelheim.

## Ergebnisse
Die Landtagswahl 1990 fand am 14. Oktober 1990 statt und hatte folgendes Ergebnis für den Wahlkreis Altenburg I:
| Direktkandidat  | Partei (Kürzel) | Erststimmen (%) | Zweitstimmen (%) |
| --------------- | --------------- | --------------- | ---------------- |
| Andreas Sonntag | CDU             | 43,1            | 46,7             |
|                 | Chr. L          | -               | 00,3             |
|                 | DFD             | -               | 00,5             |
|                 | REP             | -               | 00,8             |
|                 | DBU             | -               | 00,3             |
|                 | DSU             | 04,1            | 02,6             |
|                 | F.D.P.          | 08,6            | 08,3             |
|                 | LL-PDS          | 11,3            | 11,4             |
|                 | NPD             | -               | 00,4             |
|                 | NFGRDJ          | 05,8            | 05,5             |
|                 | SPD             | 22,4            | 22,4             |
|                 | UFV             | 01,0            | 00,6             |

Es waren 49.350 Personen wahlberechtigt. Die Wahlbeteiligung lag bei 56,1 %.  Als Direktkandidat wurde Andreas Sonntag (CDU) gewählt. Er erreichte 43,1 % aller gültigen Stimmen.